# Eva Konrad
Eva Konrad (* 24. November 1979 in Kufstein, Tirol) ist eine ehemalige österreichische Politikerin. 
Konrad absolvierte ein Magisterstudium in Anglistik/Amerikanistik an der Universität Innsbruck (2001–2010) sowie ein Masterstudium an der Fakultät für Sprachwissenschaft an der Universität Lancaster (2010–2012). 1999 war sie Mandatarin der Universitätsvertretung der ÖH Innsbruck für die Plattform unabhängige Fachschaftslisten – Grüne und Alternative StudentInnen (Pufl-GRAS) und Mitglied des Senats der Uni Innsbruck. 
Von 2001 bis 2002 war sie Vorsitzende der Hochschülerschaft an der Universität Innsbruck. Sie war Mitglied des Gründungskonvents der Universität Innsbruck, Vorstandsmitglied des Arbeitskreises für Wissenschaft und Verantwortlichkeit (Dienstleistungseinrichtung der Universität Innsbruck), Mitglied der österreichischen Delegation zum Europäischen Jugendkonvent sowie Teilnehmerin der Jugendkonferenz Youropa im Dezember 2002 in Kopenhagen und Mitglied des Landesvorstands der Tiroler Grünen.
Zwischen November 2003 und Juni 2008 hatte sie einen Sitz im österreichischen Bundesrat für das Land Tirol für Die Grünen – Die Grüne Alternative.